# Hope Davis

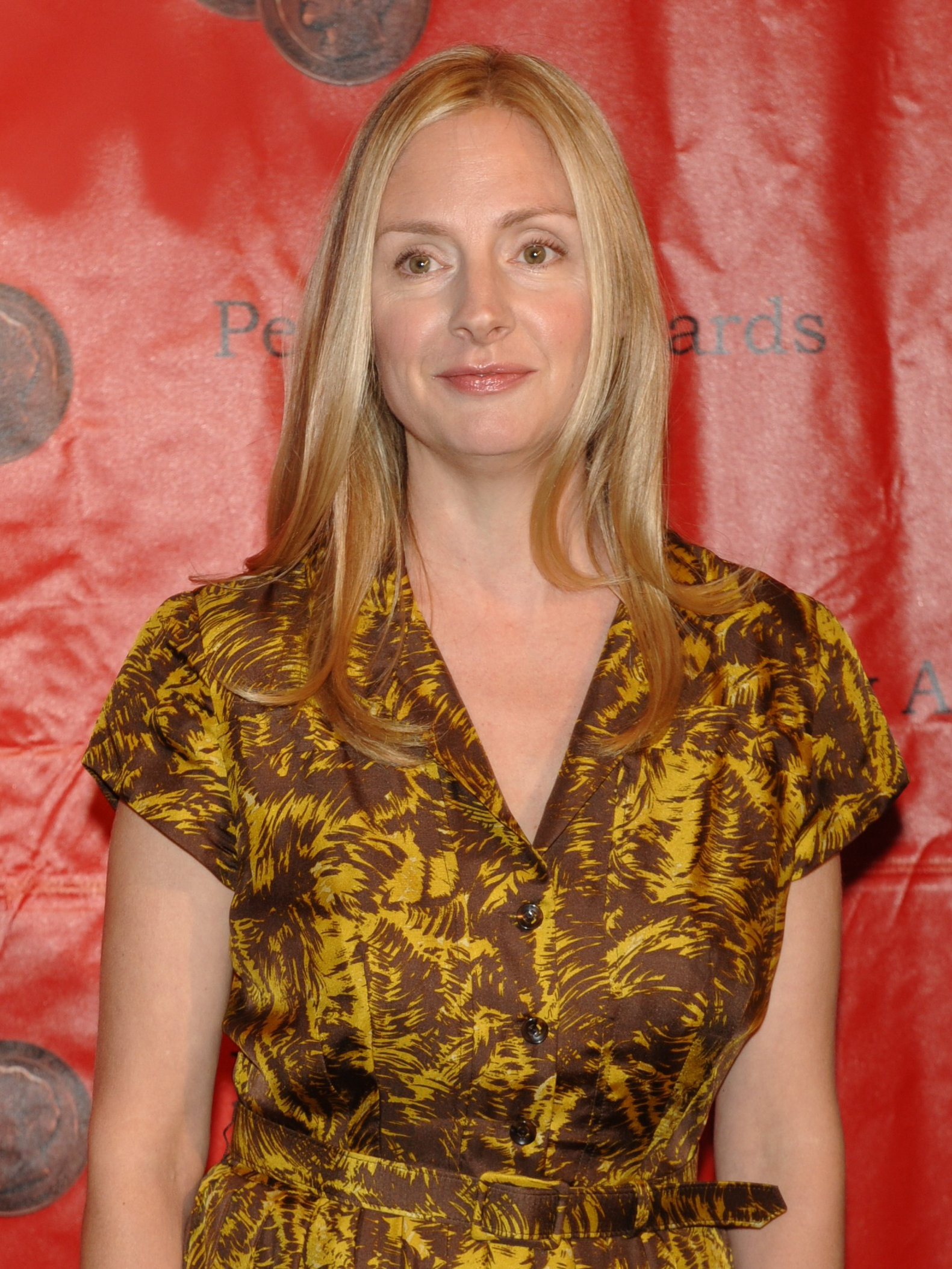
Hope Davis (2010)

Hope Davis (* 23. März 1964 in Englewood, New Jersey) ist eine US-amerikanische Theater- und Filmschauspielerin.

## Biografie

### Kindheit und Ausbildung
Hope Davis ist eine entfernte Verwandte des englischen Theaterschauspielers Noël Coward, der ein Cousin ihres Großvaters war. Ihre Kindheit war geprägt von der Freundschaft zu Mira Sorvino, die auf der gegenüberliegenden Straßenseite mit ihren Eltern wohnte. Davis erste zaghafte Berührung mit der Schauspielerei erlebte sie im Alter von acht Jahren, als sie gemeinsam mit Sorvino das Theaterstück The Dutch Doll schrieb, das beide Mädchen den Nachbarn vortrugen. Ebenfalls im Kindesalter studierte Hope Davis Ballett und nahm am Sommer-Programm des Joffrey Ballet teil. Der Traum, eine bekannte Primaballerina zu werden, zerplatzte aber, als die Tanzlehrer ihr mitteilten, dass sie für eine erfolgreiche Karriere zu spät begonnen hätte. So besann sich Hope Davis und beschloss sich auf ihre zweite Leidenschaft, das Theater, zu konzentrieren. Die ersten wirklichen Erfahrungen als Schauspielerin sammelte sie bei ihrem Besuch der Tenafly High School in New Jersey, wo sie in mehreren Theaterproduktionen mitwirkte. Nach ihrem High-School-Abschluss zog Davis nach Poughkeepsie, New York, wo sie das Vassar College besuchte und auch weiterhin ihrer Leidenschaft für das Theater treu blieb. Zu dieser Zeit zählten die Schauspielerinnen Meryl Streep und Ingrid Bergman zu Davis’ Vorbildern.

### Karriere am Theater
Das Ziel vor Augen, eine professionelle Schauspielkarriere einzuschlagen, ging Hope Davis nach ihrem bestandenen Bachelor of Arts in Kognitionswissenschaft nach London und nahm dort Schauspielunterricht bei Professoren der Royal Shakespeare Company Chicago. Zurück in den USA nahm sie in den HB Studios im West Village von Manhattan, New York, wo sie von der bekannten deutsch-amerikanischen Bühnenschauspielerin und Schauspielmentorin Uta Hagen unterrichtet wurde, die u. a. erfolgreich Mimen wie Robert De Niro am Anfang ihrer Karriere begleitet hatte. Hope Davis wirkte daraufhin in Chicago in einer Reihe von Theaterstücken mit, darunter unter der Regie Joel Schumachers in David Mamets Speed the Plow (1989), in der sie an der Seite von William L. Peterson und D. W. Moffett den Part einer mysteriösen Sekretärin übernahm, die in der Broadway-Produktion von Madonna porträtiert worden war. Ein Jahr später folgte in Chicago Eugene O’Neills Stück Der Eismann kommt, an der Seite von Brian Dennehy, am Goodman Theatre.
In der New Yorker Theaterwelt machte sich Hope Davis 1991 einen Namen in Romulus Linneys Can-Can, sowie 1992 in der Broadway-Produktion von Richard Nelsons Two Shakespearean Actors im Lincoln Center Theatre. 1993 wurde ihr Auftritt in Nick Silvers Stück Pterodactyls von den Kritikern gelobt und die New York Times betitelte Davis Leistung als „a star-making performance“. 1995 arbeitete die Schauspielerin erneut mit Drehbuchautor Nick Silver zusammen, der ihr die Hauptrolle in seiner Komödie The Food Chain auf den Leib schrieb. Das Stück wurde ein großer Erfolg und lief lange Zeit am Westside Arts Theatre. Ben Brantley von der New York Times schrieb über sie: „Die großartige Hope Davis … diese Tage gibt es keine wie sie auf der Theaterbühne … Jede Emotion … gibt Miss Davis durch einen stilisierten Ausdruck wieder, der in der Tat visuelle Poesie spinnt.“ Zu ihrer weiteren Theaterarbeit gehören Ivanov und die Delacorte Theatre-Produktion Measure for Measure die auf dem New York Shakespeare Festival aufgeführt wurde, jeweils an der Seite von Kevin Kline; Goodnight Desdemona, Good Morning Juliet mit Cherry Jones und Liev Schreiber; Steve Tesichs Arts and Leisure am Playwrights Horizon, sowie Tennessee Williams’ Camino Real und George S. Kaufmans und Edna Ferbers The Royal Family, an der Seite von Blythe Danner auf dem berühmten Williamstown Theater Festival. Außerdem ist Davis Mitbegründerin einer Theatergruppe und spielte die Hauptrolle in dem Bühnenstück Alagazam… After the Dog Wars unter der Regie von Schauspielkollege John Cusack.

### Erste Filmrollen
Während Davis sehr erfolgreich am Theater Fuß fasste, begann ihre Karriere im Filmgeschäft eher unspektakulär. 1989 sprach sie ohne Erfolg für eine Rolle in der US-amerikanischen Fernsehserie Baywatch vor. 1990 startete sie ihre Filmkarriere mit zwei kleinen Nebenrollen. In Joel Schumachers ungewöhnlichem Thriller Flatliners agierte sie neben Kiefer Sutherland, Julia Roberts und Kevin Bacon. In der erfolgreichen Filmkomödie Kevin – Allein zu Haus spielte sie eine kleine Rolle als französische Flugticket-Verkäuferin. Nachdem sich Davis vermehrt auf ihre Karriere am Theater konzentrierte, war sie erst fünf Jahre später wieder in einem Film zu sehen. In Barbet Schroeders Thriller Kiss of Death spielte sie 1995 die Freundin des späteren Oscar-Preisträgers Nicolas Cage. 1996 hatte Davis eine größere Rolle in Nick Castles Komödie Mr. Wrong – Der Traummann wird zum Alptraum, der trotz des Mitwirkens der bekannten US-Komikerin Ellen DeGeneres nur wenig Erfolg an den US-Kinokassen beschieden war.
Die erste Aufmerksamkeit seitens der Kritiker erhielt Hope Davis in einer Reihe von kleineren Independentfilmen. 1996 spielte sie die Hauptrolle in Seitensprung in Manhattan, in der sie die misstrauische Ehefrau des einem Flirt nicht abgeneigten Stanley Tucci verkörpert. Das Roadmovie in dem auch Parker Posey, Liev Schreiber und Anne Meara mitspielten, wurde von den Kritikern positiv aufgenommen. In Bart Freundlichs Drama Das Familiengeheimnis gehörte sie neben Julianne Moore, Blythe Danner, Noah Wyle und Roy Scheider zu einer Familie in Neuengland, die während des Thanksgiving-Essens mit familiären Problemen konfrontiert wird. 1998 folgte für Davis die Hauptrolle in Brad Andersons Komödie Next Stop Wonderland in der sie, an der Seite von Philip Seymour Hoffman, die unglücklich verliebte Krankenschwester Erin Castleton verkörpert. Ein Jahr später folgte Mark Pellingtons Thriller Arlington Road in dem sie als junge Lebensgefährtin von Jeff Bridges zu sehen ist, die einem geplanten Terrorakt auf die Spur kommt und dafür mit dem Leben bezahlen muss.
Nach dem Auftritt in Lawrence Kasdans Kleinstadtkomödie Dr. Mumford, die von einem Psychologen mit Vergangenheit handelt, folgte 2000 Hope Davis’ erstes Engagement im US-amerikanischen Fernsehen. In der Fernsehserie Deadline, einer Drama-Serie über eine New Yorker Boulevardzeitung, spielte sie an der Seite von Oliver Platt, Bebe Neuwirth, Lili Taylor und Tom Conti. Deadline, die der erfolgreiche TV-Produzent Dick Wolf (Law & Order) entwickelte, wurde jedoch nach nur einer Staffel eingestellt. Es folgte 2001 die erfolglose Stephen-King-Adaption Hearts in Atlantis an der Seite von Anthony Hopkins und David Morse. Das Filmstudio Warner Bros. hatte mehrere Handlungselemente der Verfilmung, die auf der Kurzgeschichte Low Men in Yellow Coats aus der Dark Tower-Serie gehört, geändert, so dass die große Fangemeinde des Kultautors das Interesse an Hearts in Atlantis verlor.

### Durchbruch im Filmgeschäft
Erst in den kommenden zwei Jahren folgten drei signifikante Rollen in Independent-Produktionen, die Hope Davis den endgültigen Durchbruch im Filmgeschäft bescherten und ihre Wandelbarkeit als Schauspielerin demonstrierten. 2002 drehte sie unter Alexander Payne das Drama About Schmidt, in der sie als frustrierte Tochter von Jack Nicholson agiert. Im selben Jahr folgte die weibliche Hauptrolle in Alan Rudolphs Drama The Secret Lives of Dentists. In dem Film, der auf Jane Smileys Roman The Age of Grief basiert, spielt Hope Davis gemeinsam mit Campbell Scott das junge Ehepaar Dana und David Hurst, das zusammen mit ihren drei Töchtern in einer US-amerikanischen Kleinstadt lebt und dort gemeinsam eine Zahnarztpraxis betreibt. Bei einer lokalen Theatervorführung von Nabucco beobachtet David seine Ehefrau hinter der Bühne mit einem anderen Mann, der offenbar eindeutig ihr Vertrauen genießt. Unwissend, was er nach dieser Beobachtung tun soll, verliert sich David in imaginäre Gespräche mit einem unglücklichen Patienten. Seine Wahnvorstellungen führen zu anormalen Handlungen und die Situation eskaliert.
Nach einem Theaterengagement am New Yorker Broadway in Rebecca Gilmans Theaterstück Spinning Into Butter, folgte Shari Springer Bermans und Bob Pulcinis Film American Splendor. In der teilweise fiktionalen, teilweise halbdokumentarischen Komödie spielt Davis die neurotische Ehefrau des Underground-Comiczeichners Harvey Peaker (gespielt von Paul Giamatti), der mit einer auf seinem Leben basierenden Comic-Serie in den 1980er Jahren in den USA über Nacht berühmt wurde. Der Film, der 2003 beim Sundance Filmfestival stehende Ovationen erhielt und den großen Preis der Jury gewann, brachte Hope Davis 2004 eine Nominierung bei den Golden Globe Awards als beste Nebendarstellerin ein. Für American Splendor und The Secret Lives of Dentists wurde sie zudem von der Kritikervereinigung von New York als beste Nebendarstellerin des Jahres ausgezeichnet und gewann den Preis der Kritikervereinigung von Seattle. Im Juni 2004 wurde Davis Mitglied der Academy of Motion Picture Arts and Sciences (AMPAS).
Nach einer fast zweijährigen Pause kam Hope Davis 2005 mit vier neuen Filmen in die US-Kinos. In Richard Shepards schwarzer Komödie Mord und Margaritas (The Matador) ist sie an der Seite von Pierce Brosnan und Greg Kinnear zu sehen. Duma ist ein Abenteuerfilm, in dem ein verwaister Gepard der beste Freund eines in Südafrika lebenden Jungen wird. Das Projekt markiert die vierte Zusammenarbeit zwischen Davis und Schauspielkollege Campbell Scott. Bei Der Beweis – Liebe zwischen Genie und Wahnsinn handelt es sich um das von John Madden verfilmte Theaterstück Proof von David Auburn. Das Drama, das u. a. mit dem Tony Award und dem Pulitzer-Preis ausgezeichnet wurde, erzählt die Geschichte einer jungen Frau, die mit der Tatsache kämpft, unter der Geisteskrankheit ihres verstorbenen Vaters, eines begabten Mathematikprofessors, zu leiden. Davis spielt in Der Beweis an der Seite von Gwyneth Paltrow, die die Hauptrolle übernimmt, sowie Jake Gyllenhaal und Anthony Hopkins. In Gore Verbinskis Komödie The Weather Man agiert sie als neurotische Ehefrau von Nicolas Cage, der als beliebter Meteorologe vor der Wahl steht, für einen attraktiven Job nach New York umzuziehen.
2006 gehörte Hope Davis neben Marcia Gay Harden, Alfred Molina und Julie Delpy zum Schauspielensemble von Lasse Hallströms geplanten Film The Hoax, in dem Richard Gere in den 1970er Jahren eine erfundene Howard-Hughes-Biografie an einen Verlag verkauft. Im selben Jahr entstand Douglas McGraths biografisches Werk Kaltes Blut – Auf den Spuren von Truman Capote, in dem der Schriftsteller Truman Capote (gespielt von Toby Jones) bei der Recherche zu seinem Buch Kaltblütig eine enge Beziehung zu den überführten Mördern Perry Edward Smith und Richard Eugene Hickock eingeht. Hier ist Davis an der Seite von u. a. Sandra Bullock, Daniel Craig, Gwyneth Paltrow, Sigourney Weaver und Jeff Daniels zu sehen.
2008 gehörte sie zum Ensemble des preisgekrönten Independentfilms Synecdoche, New York von Charlie Kaufman. Zwischen 2009 und 2010 spielte sie erfolgreich am Broadway den Part der Annette in Yasmina Rezas Theaterstück Der Gott des Gemetzels neben Marcia Gay Harden, Jeff Daniels und James Gandolfini, was ihr eine Nominierung für den Tony Award einbrachte. Ebenfalls im Jahr 2009 übernahm Davis in der preisgekrönten Serie In Treatment – Der Therapeut (2009) die Rolle einer erfolgreichen Anwältin, die ihren ehemaligen Therapeuten (gespielt von Gabriel Byrne) für ihre Einsamkeit und Arbeitswut verantwortlich macht. Der Part der Mia brachte Davis 2009 eine Emmy-Nominierung ein. Erneut eine Nominierung für den wichtigsten amerikanischen Fernsehpreis erhielt Davis für ihre Darstellung der früheren First Lady Hillary Clinton in Richard Loncraines The Special Relationship (2010). Das Drama hat die Beziehung des ehemaligen britischen Premierministers Tony Blair (gespielt von Michael Sheen) zum früheren amerikanischen Präsidenten Bill Clinton (Dennis Quaid) zum Thema.

### Privatleben
Hope Davis war in erster Ehe mit dem Schauspieler Ford Evanson verheiratet, den sie im Alter von 18 Jahren kennen lernte. Beide heirateten 1987. Die Ehe wurde 1996 nach ihrer Zusammenarbeit in Seitensprung in New York geschieden. In zweiter Ehe ist Davis mit Jon Patrick Wilson verheiratet. Mit dem Schauspieler, der eine Nebenrolle in dem Drama The Secret Lives of Dentists bekleidete, lebt sie in New York und hat zwei gemeinsame Töchter.

## Filmografie (Auswahl)
- 1990: Flatliners – Heute ist ein schöner Tag zum Sterben (Flatliners)
- 1990: Kevin – Allein zu Haus (Home Alone)
- 1995: Run for Cover
- 1995: Kiss of Death
- 1996: Seitensprung in Manhattan (The Daytrippers)
- 1996: Mr. Wrong – Der Traummann wird zum Alptraum (Mr. Wrong)
- 1997: Das Familiengeheimnis (The Myth of Fingerprints)
- 1998: Next Stop Wonderland
- 1999: Arlington Road
- 1999: Dr. Mumford (Mumford)
- 2000: Joe Goulds Geheimnis (Joe Gould’s Mystery)
- 2000–2001: Deadline (Fernsehserie. 13 Folgen)
- 2001: Final
- 2001: Hearts in Atlantis
- 2002: About Schmidt
- 2002: The Secret Lives of Dentists
- 2003: American Splendor
- 2005: Mord und Margaritas (The Matador)
- 2005: Duma
- 2005: Der Beweis – Liebe zwischen Genie und Wahnsinn (Proof)
- 2005: The Weather Man
- 2006: Kaltes Blut – Auf den Spuren von Truman Capote (Infamous)
- 2006: The Hoax
- 2006–2007: Six Degress (Fernsehserie, 13 Folgen)
- 2007: The Nines – Dein Leben ist nur ein Spiel (The Nines)
- 2007: Charlie Bartlett
- 2008: Synecdoche, New York
- 2008: Genova
- 2009: Der Mieter (The Lodger)
- 2009: In Treatment – Der Therapeut (In Treatment, Fernsehserie, 7 Folgen)
- 2010: The Special Relationship
- 2011: The Miraculous Year (Fernsehfilm)
- 2011: Spring/Fall (Fernsehfilm)
- 2011: Mildred Pierce (Miniserie, 2 Folgen)
- 2011: The Family Tree
- 2011: Real Steel
- 2012: Disconnect
- 2012–2013: The Newsroom (Fernsehserie, 5 Folgen)
- 2013: Law & Order: Special Victims Unit (Fernsehserie, Folge 14x19)
- 2015: Wild Card
- 2015: Allegiance (Fernsehserie, 13 Folgen)
- 2015: American Crime (Fernsehserie, 7 Folgen)
- 2015–2016: Wayward Pines (Fernsehserie, 14 Folgen)
- 2016: The First Avenger: Civil War (Captain America: Civil War)
- 2017: Rebel in the Rye
- 2018–2019: For the People (Fernsehserie, 20 Folgen)
- 2018–2019: Strange Angel (Fernsehserie, 7 Folgen)
- 2020: Love Life (Fernsehserie, 6 Folgen)
- 2020: Greenland
- 2020–2021: Your Honor (Fernsehserie, 10 Folgen)
- 2021–2023: Succession (Fernsehserie, 7 Folgen)
- 2023: Asteroid City
- 2023: Cat Person
- 2023: Perry Mason (Fernsehserie, 6 Folgen)
- 2024: Before (Fernsehserie, 3 Folgen)
- 2025: Der phönizische Meisterstreich (The Phoenician Scheme)
- 2025: The Mastermind

## Auszeichnungen

### Golden Globe Award
- 2004: nominiert als Beste Nebendarstellerin für American Splendor
- 2011: nominiert als Beste Nebendarstellerin in einem Fernsehmehrteiler oder Spielfilm für The Special Relationship

### Emmy
- 2009: nominiert als Beste Nebendarstellerin in einer Drama-Serie für In Treatment – Der Therapeut
- 2010: nominiert als Beste Nebendarstellerin in einem Fernsehmehrteiler oder Spielfilm für The Special Relationship

### Tony Award
- 2009: Tony-Nominierung für God of Carnage (Beste Hauptdarstellerin)

### Weitere
Chlotrudis Awards
- 2004: nominiert als Beste Nebendarstellerin für American Splendor

Drama Desk Award
- 1994: nominiert als Beste Nebendarstellerin für Pterodactyls

Golden Satellite Awards
- 2004: nominiert als Beste Nebendarstellerin (Komödie oder Musical) für American Splendor

Gotham Award
- 2008: Bestes Schauspielensemble (gemeinsam mit unter anderem Philip Seymour Hoffman und Samantha Morton) für Synecdoche, New York

Independent Spirit Awards
- 2004: nominiert als Beste Nebendarstellerin für The Secret Lives of Dentists
- 2009: Robert Altman Award als Ensemblemitglied für Synecdoche, New York

New York Film Critics Circle Awards
- 2003: Beste Nebendarstellerin für American Splendor und The Secret Lives of Dentists

Seattle Film Critics Awards
- 2003: Beste Nebendarstellerin für American Splendor